# Kenai (Alaska)
Kenai – miasto w Stanach Zjednoczonych, w południowej Alasce, w okręgu administracyjnym Kenai Peninsula, położone na półwyspie Kenai, nad Zatoką Cooka, około 100 kilometrów na południe od Anchorage.

## Demografia
Miasto liczy ponad 7500 mieszkańców (2005) i zajmuje obszar 90,2 km² (z tego 77 km² na lądzie). W roku 2023 liczba mieszkańców wzrosła do 7746 osób, a gęstość zaludnienia do 85,9 osoby/km².

## Historia
Zostało założone w 1741 przez Rosjan jako drugi stały punkt zamieszkany na terenie byłej Rosyjskiej Ameryki Północnej. W roku 1888 rozpoczęła się w Kenai lokalna gorączka złota powiązana z rozwojem miasta. W 1957 w okolicach Kenai odkryto pierwsze złoża ropy naftowej na obszarze południowej Alaski. W pobliżu miasta znajduje się port lotniczy Kenai Municipal.
Badania archeologiczne potwierdziły zasiedlenie okolic Kenai do 1000 lat wstecz przez Indian Kachemak, w chwili przybycia Rosjan okolice były zamieszkane przez Atabasków.
W miejscowości znajduje się zabytkowa Cerkiew Zaśnięcia Matki Bożej wzniesiona w latach 1895–1906.